# 米科拉伊夫卡 (布恰區)
50°27′47″N 30°1′29″E / 50.46306°N 30.02472°E
米科拉伊夫卡（烏克蘭語：Миколаївка）是位於烏克蘭北部的村莊，由基辅州布恰区的馬卡里夫市鎮負責管轄。該村面積0.01平方公里，海拔高度159米，2001年人口21，人口密度每平方公里2,500人。